# Федерален орден за заслуги
Орденът за заслуги на Федерална република Германия (на немски: Verdienstorden der Bundesrepublik Deutschland), неофициално Федерален кръст за заслуги (Bundesverdienstkreuz), е единственият орден за заслуги в Германия на федерално равнище.
Основан е от Теодор Хойс (първия германски президент след Втората световна война) през 1951 г.
Има 8 степени, напр. „на лента“ (Verdienstkreuz am Bande), „Голям кръст“ (Großkreuz) и др. До 2008 г. е връчен на ок. 215 000 германски граждани и чужденци за особени заслуги в политиката, икономиката, културата, духовния живот и др.